# Konstanty Ihnatowicz

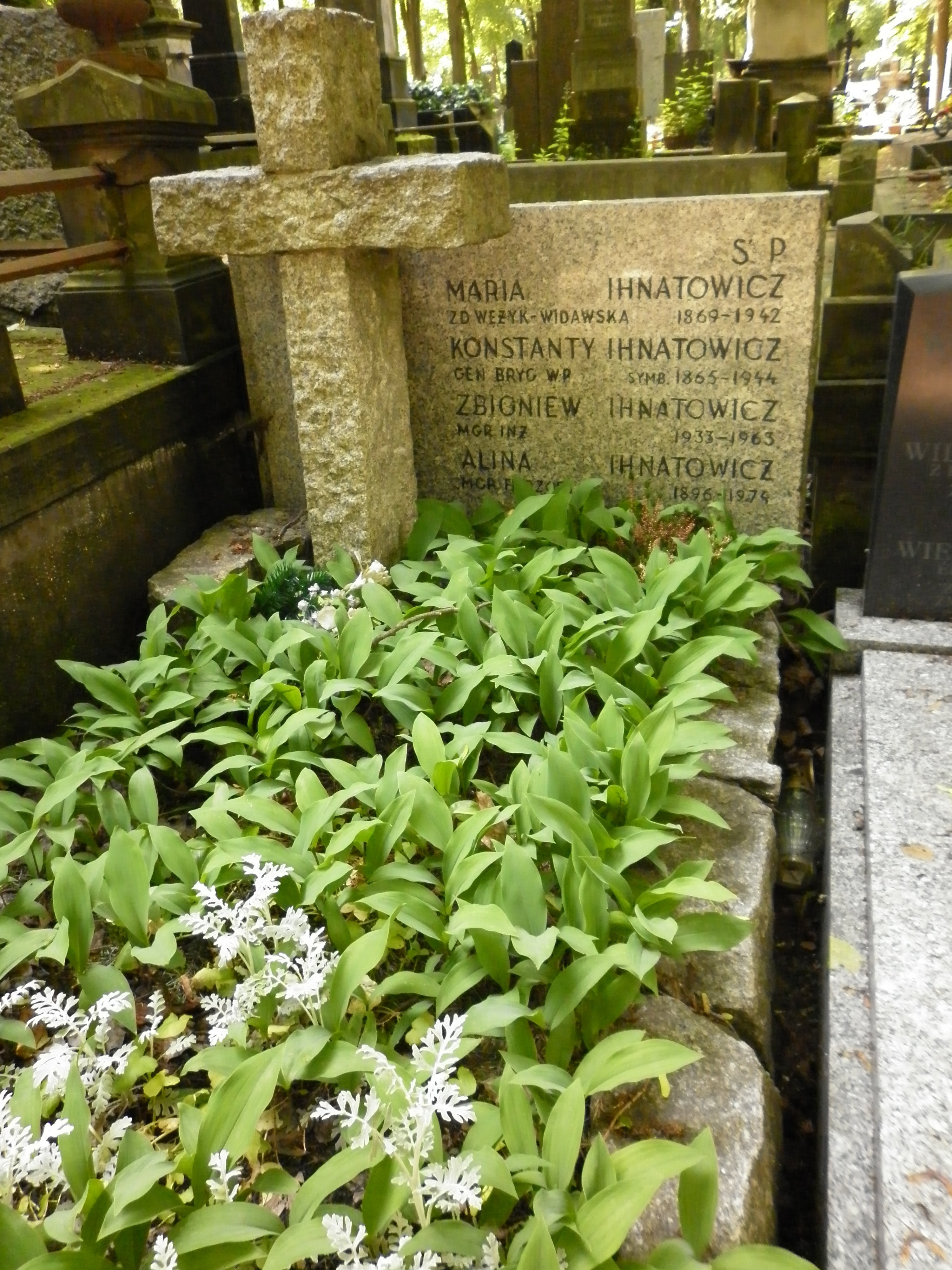
Grób symboliczny Konstantego Ihnatowicza na cmentarzu Powązkowskim w Warszawie

Konstanty Ihnatowicz (ur. 30 kwietnia 1865 w Tule, zm. 21 września 1944 w Warszawie) – generał brygady Wojska Polskiego.

## Życiorys
Urodził się 30 kwietnia 1865 w Tule, w rodzinie Witolda, rzeczywistego radcy stanu, profesora, i Konstancji z Abramowiczów. Uczył się w wojskowym gimnazjum i szkole marynarki wojennej w Petersburgu, następnie ukończył Nikołajewską Szkołę Inżynieryjną. Od 1 czerwca 1881 roku pełnił służbę w armii carskiej. Ostatnio pracował w Zarządzie Inspektoratu Inżynierii Okręgu Wojennego w Piotrogrodzie. Na pułkownika awansował ze starszeństwem z 6 grudnia 1912, a na generała majora – 26 lipca 1915. 
20 listopada 1918 został przyjęty do Wojska Polskiego z zatwierdzeniem posiadanego stopnia generała podporucznika i przydzielony do Sekcji Wojskowo Emerytalnej Ministerstwa Spraw Wojskowych w Warszawie. Trzy dni później kierownik Ministerstwa Spraw Wojskowych powierzył mu funkcję przewodniczącego komisji „dla rozpatrzenia kwestii Instytutu Urzędników Wojskowych w armii polskiej oraz ich statutu”. 31 stycznia 1919 został zatwierdzony na stanowisku prezesa stałej Emerytalnej Komisji Likwidacyjnej przy Ministerstwie Spraw Wojskowych, która później została przemianowana na Wojenną Komisję Likwidacyjną przy Departamencie Gospodarczym MSWojsk. 15 lipca 1920, w związku z likwidacją komisji, został przydzielony do Centralnej Stacji Zbornej w Warszawie. W 1921 został przeniesiony w stan spoczynku. 26 października 1923 prezydent RP Stanisław Wojciechowski zatwierdził go w stopniu generała brygady.
Zmarł w czasie powstania warszawskiego w Ambulatorium Szpitala Prowizorycznego przy ul. Chmielnej 34 w Warszawie. Jego grób symboliczny znajduje się na warszawskich Powązkach (E-1-20).
W 1891 w Nowogrodzie ożenił się z Marią z Wężyków-Widawskich, z którą miał czworo dzieci: Marię (ur. 1892), Helenę (ur. 1894) i Alinę (ur. 1896) oraz Aleksandra (ur. 1903).